# Fonz
Fonz ist ein spanischer Ort und eine Gemeinde im Zentrum der Provinz Huesca der Region Aragonien. Die Gemeinde gehört zur Comarca Cinca Medio. Fonz hat auf einer Fläche von 52 km² im Jahre 2024 893 Einwohner.

## Geographie
Fonz liegt etwa 60 Kilometer ostsüdöstlich von Huesca auf einem Plateua zum Cinca und abseits größerer Verkehrswege.
In diesem Teil des Landes wird der Aragonesische Dialekt „Aragonés de Fonz“ gesprochen.

## Baudenkmäler

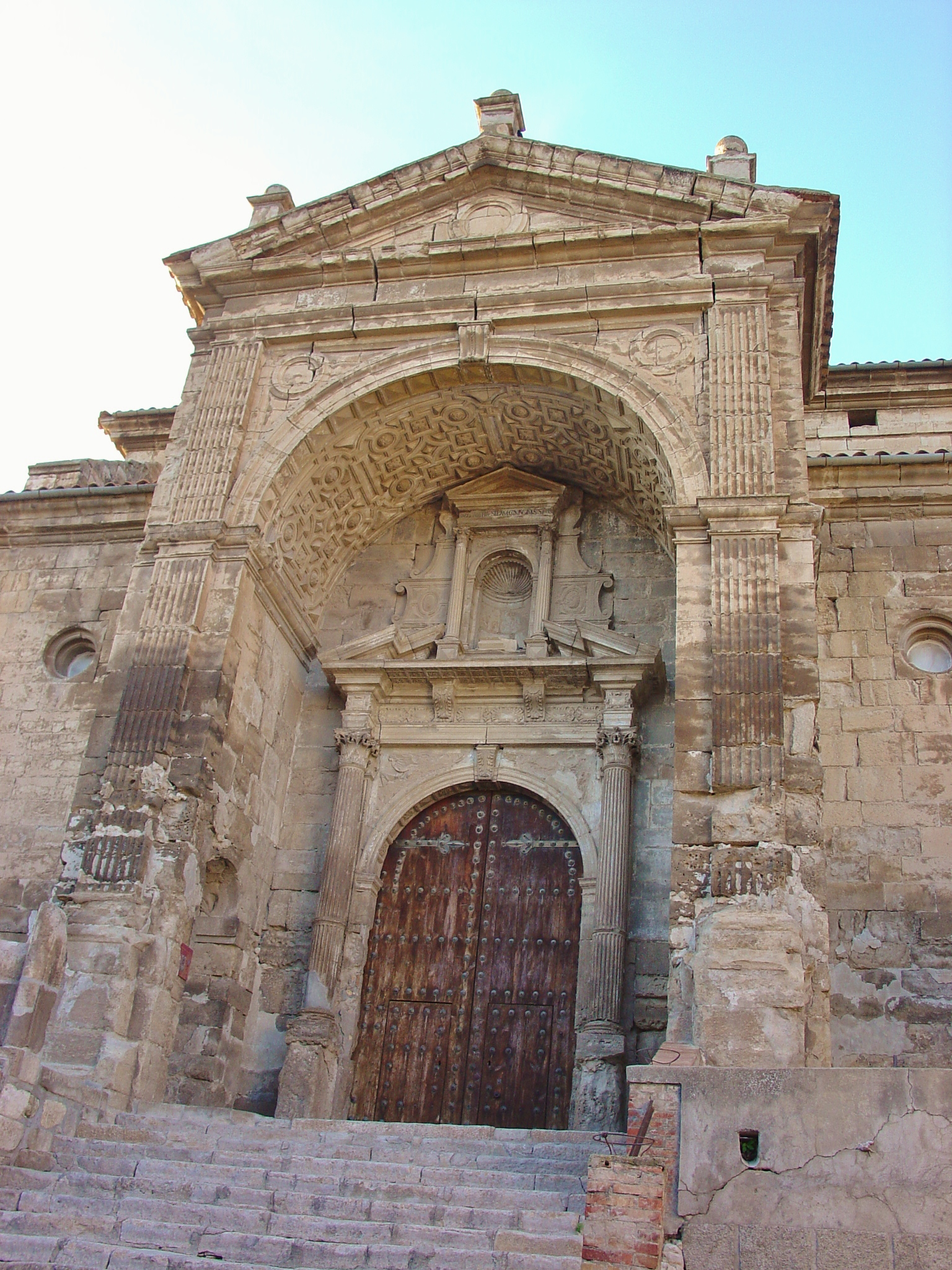
Portal der Iglesia de la Asunción

- Pfarrkirche Iglesia de la Asunción
- Palacio de los Gómez Alba, heutige Gemeindeverwaltung

## Persönlichkeiten
- Pedro Cerbuna (1538–1597), Mönch, Bischof von Tarazona (1585–1597), gründer der Universität von Saragossa, hier geboren
- Francisco Codera y Zaidin (1836–1917), Historiker und Arabist
- Pilar Coll (1929–2012), Menschenrechtsanwältin und Befreiungsaktivistin in Peru
- Jorge Pueyo Sanz (* 1995), Rechtsanwalt und Politiker